# Cattleya gransabanensis
Cattleya gransabanensis är en orkidéart som beskrevs av Karlheinz Senghas. Cattleya gransabanensis ingår i släktet Cattleya och familjen orkidéer.
Artens utbredningsområde är Venezuela. Inga underarter finns listade i Catalogue of Life.